# Mazaredo
Mazaredo era una localidad del departamento Deseado en la provincia de Santa Cruz en la República Argentina.

## Toponimia
La localidad tomó su nombre de la bahía sobre la que ase asentaba. A su vez, este nombre fue dado en el año 1789 dentro del marco de la expedición cartográfica organizada por la Corona española, a cargo de Alejandro Malaspina, en la cual le dieron el nombre en honor a José de Mazarredo Salazar Muñatones y Gortázar (Bilbao, 8 de marzo de 1745 – Madrid, 29 de julio de 1812), un marino y militar español, teniente general de la Real Armada. Posteriormente el nombre cambiaría desde Mazarredo a Mazaredo.
Posteriormente, el pequeño poblado también fue llamado Fondeadero Mazaredo, Puerto Mazaredo o Bahia Mazaredo.

## Ubicación geomorfológica
Mazaredo se ubica sobre la meseta patagónica, a 5 km de la costa de la bahía homónima, sobre el Golfo San Jorge.

## Historia
Desde tiempos antiguos, el paraje fue visitado por tribus nómades de indios tehuelches, sin existir asentamientos permanentes.
Su origen se vincula con la extensión de la línea telegráfica que unía General Conesa (Provincia de Río Negro) con Cabo Vírgenes (Santa Cruz) entre los años 1899 y 1903. Puntualmente, la oficina con el nombre de Bahía Mazaredo, que fue habilitada al servicio público el 20 de diciembre de 1901.
Al realizarse esta obra se crearon gran cantidad de poblados a lo largo de la costa patagónica, algunos como Caleta Olivia pudieron desarrollarse, otros como Bahía Laura o Mazaredo no pudieron crecer y finalmente fueron abandonados.El correo-telégrafo fue situado a unos 5  kilómetros de la costa para asegurar la provisión de agua en una aguada cercana. Fue provista de todos los elementos telegráficos, mobiliarios, útiles y herramientas necesarios para su funcionamiento, mientras el personal recibió vajilla de cocina y por la lejanía de los centros donde aprovisionarse. También, le dejaron víveres secos, suficientes para estar abastecidos entre los espaciados viajes de los barcos que lo surtirían en adelante, y una majada de 4 carneros y 200 ovejas, para alimentarse con su carne. En cuanto al edificio, consistió en una casilla de madera forrada en el exterior con zinc canaleta, de 10 metros de frente, por 6 y medio de fondo, con 5 piezas, donde además habitaban los empleados. Separados se agregaron una cocina y un retrete, también de zinc. Integraron la primera dotación: jefe, Tiburcio Martínez, y guardahilos, Leocadio Leiva. Otros jefes: Alfredo Casella 1902-04,  Elías Valdovinos 1917, Ángel Molina 1927,  Mario Tomassini década 1920, José Ramón Mejica 1930; Ángel González 1943-55, Antonio Ampuy 1958. De los guardahilos se recuerda a Ramón Rodríguez, década 1920.
En 1903 la oficina fue asignada administrativamente a la jurisdicción del recién creado Distrito 24º de Correos y Telégrafos con sede en Río Gallegos, donde permaneció hasta 1945, cuando por razones prácticas de proximidad, fue transferida al Distrito 23º con cabecera en Comodoro Rivadavia.
En los años 1904 y 1928 se realizaron tareas hidrográficas en Bahía Mazaredo que fueron llevadas a cabo por el personal del transporte 1° de Mayo mandado por el teniente de navío Pedro Luisioni.Mazaredo fue un importante puerto que llegó a ser un punto de amarre para barcos.
En 1905 vivó su auge y sus pobladores impulsaron una gestión en Buenos Aires, difundida así por "La Nación" del 10 de febrero de 1905: "Los comerciantes, estancieros y pobladores dirigieron una solicitud al Ministro del Interior pidiendo la delineación del paraje conocido con el nombre de Oficina Mazaredo, dando al pueblo el nombre de Presidente Quintana". Aunque se desconoce lo sucedido con el pedido, se nombró un Juez de Paz en 1906 y un subcomisario en 1907; signos de evidente progreso. En 1910 el diario mencionado informa un reclamo efectuado por los pobladores de Caleta Olivia, quienes por carecer de Juez de Paz, se veían obligados a trasladarse a la distante Mazaredo para realizar los trámites que necesitaban su intervención. El historiador Carlos Santos describió a Mazaredo en 1911: "La población se componía de la Oficina de Correos y Telégrafos, el boliche de Ansín, el juzgado de paz, un hotelito de los señores Silva y Leyva y una casa de comercio que surtía a los establecimientos de los alrededores y a cuyo frente se hallaba el Sr. Marcos Frenmel. Esta zona era visitada por tropas de carros que traían la lana al embarcadero, llevaban víveres y materiales de construcción a las estancias. También, llegaban arrieros que llevaban majadas compradas en esa zona, al interior de la provincia, generalmente después de las esquilas." Esto concuerda con la descripción que hizo el paleontólogo norteamericano Frederic Brewster Loomis, hacia 1911 contaba con unas seis construcciones, entre ellas un boliche de campo, un hotel y un almacén.
La Guía de Correos y Telégrafos de 1930 informa que ésta tiene 105 habitantes, mientras Caleta Olivia 65,  ambas mediciones incluyeron a quienes viven en los establecimientos ganaderos.  A fines de la década de 1930, la casilla de chapa y madera estaba deteriorada y fue reemplazada por un nuevo y cómodo edificio construido con piedras de la región, con mayor espacio en los sectores destinados a funcionamiento de la oficinas y vivienda del jefe. Además, otro de menores dimensiones para alojamiento del guardahilos.
Con la declinación de la actividad económica de la zona, que incluyó cambiar a Puerto Deseado o Caleta Olivia el sitio de embarque de la producción lanera de las estancias existentes en la zona de influencia dedicadas a la cría de ovejas, única explotación económica posible, hacia 1950 el lugar quedó deshabitado. Como resultado su oficina de correo quedó sin movimientos y más adelante perdió trascendencia como base de guardahilos para mantener en buenas condiciones el sector de la línea telegráfica a su cuidado, al quedar inutilizada por serios desperfectos ocasionados con el paso del tiempo, cuya reparación no resultaba posible debido a su extensión y magnitud. Además, en el plan de modernización para agilizar las trasmisión de telegramas, el sistema telegráfico fue reemplazado por un circuito de teletipo entre Comodoro Rivadavia y Puerto Deseado, usando otra vía. Por todo esto, el 17 de diciembre de 1973 se dispuso clausurarla definitivamente, hecho concretado el 17 de junio siguiente quedando definitivamente cerrada la oficina del correo y perdiendo sus últimos habitantes la localidad.
El pueblo tuvo su pronta sentencia al estar culminado el Ferrocarril Puerto Deseado a Colonia Las Heras. Este medio de transporte hizo la competencia con otros puntos más dura por la traza elegida, motivo de críticas porque los primeros 200 kilómetros. avanzaron casi paralelos al mar, compitiendo desfavorablemente con este puerto y los de Caleta Olivia y Cabo Blanco. Pese a ello, a los ganaderos les continuó resultando más económico sacar su producción lanera por estos puertos algunos años más. El ferrocarril intentó aprovechar el renombre que la localidad tenía con la cercana estación ferroviaria Ramón Lista, que se hallaba en las inmediaciones del poblado, y que en un primer momento fue ser bautizada con su mismo nombre, pero finalmente la iniciativa no prosperó.
Actualmente, lo que fuera la localidad es un escenario de la inmensa soledad patagónica, no se avistan animales ni árboles. Únicamente quedan los dos edificios de sólida construcción del correo, a los cuales les faltan las aberturas y tienen destrozos en el interior, causados por vándalos.  Las edificaciones abandonadas están adornadas por solo unos arbustos y sobre el terreno crecen diseminados los duros pastos que produce el árido suelo, entre los cuales están esparcidos cantos rodados de variadas formas y colores. A unos 200 metros prevalecen los restos del cementerio con 5 tumbas abandonadas, donde solo una tiene el nombre del ocupante. Los habitantes más próximos residen en pocas y alejadas estancias. A pesar del abandono el lugar continúa siendo visitado por pescadores y escasos turistas. Está proyectado construirle un mejor y más directo camino de acceso, que permita el merecido aprovechamiento turístico.